# Combretum goossensii
Combretum goossensii là một loài thực vật có hoa trong họ Trâm bầu. Loài này được De Wild. & Exell mô tả khoa học đầu tiên năm 1929.